# Chicken Shack Boogie
«Chicken Shack Boogie» es una canción de estilo jump-boogie de 1948 del músico de blues de la costa Oeste americána Amos Milburn.  Es el primero de cuatro éxitos número uno en la lista de R&B de Milburn. Es la cara B de un sencillo en disco de vinilo de 78RPM, cuya cara A, "It Took a Long, Long Time", alcanzó el número nueve en la misma lista de éxitos.
En 1956, Milburn realizó "Chicken Shack", una versión en rock and roll más rápido (que luego se incluiría en su álbum de 1957 Let's Have a Party). Esa versión dura sobre 2:30 y en ocasiones se titula "Chicken Shack Boogie" cuando se incluye en algún recopilatorio. Esa versión incluye a Earl Palmer a las baterías.